# Homoeopternis crassiceps
Homoeopternis crassiceps är en insektsart som beskrevs av Boris Petrovich Uvarov 1953. Homoeopternis crassiceps ingår i släktet Homoeopternis och familjen gräshoppor. Inga underarter finns listade i Catalogue of Life.